# Onitis malleatus
Onitis malleatus là một loài bọ cánh cứng trong họ Bọ hung (Scarabaeidae).